# Guindalera

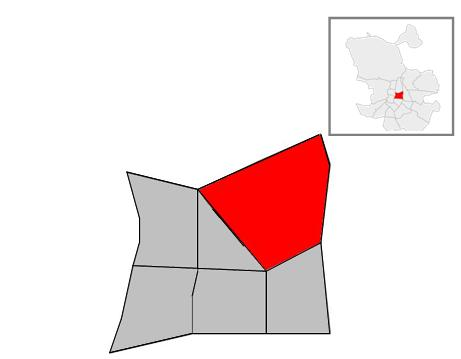
Ubicació de Guindalera

Guindalera és un dels sis barris del Districte de Salamanca, a Madrid. Es troba als voltants de Ventas del Espíritu Santo i està delimitat per l'Avinguda de América i els carrers de Francisco Silvela, Alcalá i per la M-30. Limita al nord amb el barri de Prosperidad (Chamartín), a l'oest amb el barri de Lista i al sud amb el de Fuente del Berro, ambdós a Salamanca; i a l'est amb els barris de San Pascual i Concepción (Ciudad Lineal).

## Història
Es tracta d'un barri madrileny que començà a poblar-se a mitjans del segle xix amb les primeres operacions de l'eixample de Madrid. La creació del Madrid Moderno, i posteriorment la Ciudad Lineal per Arturo Soria, fa que la població augmenti al barri. El barri posseeix dos espais en forma de parcs: el Parc de Breogán i el Parc d'Eva Duarte. L'etimologia del barri pot provenir d'un popular hort de guinders regat pel rierol Abroñigal que passava per la rodalia. El barri s'ha comunicat amb la resta de la ciutat des dels seus inicis, una de les primeres línies de tramvia tenien el seu recorregut al barri, després amb el metro